# Ардукоба
Ардукоба — вулкан в Джибути в регионе Таджурах, в 100 километрах от столицы Джибути.
Вулкан Ардукоба является вулканическим разломом. Наивысшая точка — 298 метров. Расположен к западу от побережья Красного моря. Вулканический разлом растянулся на 12 км в районе озера Ассаль.
Состоит преимущественно из базальтов и вулканических шлаков. Северная и южная часть разлома возникла в период плейстоцена. Высокая активность происходила около 7 тысяч лет назад. Взятие грунта близлежащих озёр показывает, что вулканическая деятельность была постоянна в современный период примерно до 2000 г. до н. э. Впоследствии вулкан затих на 3 тысячи лет, пока не дал о себе знать в 1978 году. В близлежащих районах в течение недели ощущались ощутимые толчки, сейсмографы насчитали более 800 толчков. Самые сильные толчки были магнитудой 3,3. В результате землетрясения образовались трещины в земной коре шириной до 1,8 метра.
7 ноября из трещин вулканического разлома полилась лава в 2 направлениях на юго-восток на расстояние 1 км и северо-запад на расстояние не более полукилометра. Извержение произошло на высоте 500 метров в 3 км от озера Ассаль. Образовалось 3 вулканических конуса, из которых вытекала лава. Вулканическая деятельность закончилась 16 ноября. В результате землетрясения и вулканической деятельности образовалось 25 трещин в земной коре параллельно на востоке Великой рифтовой долины.
В настоящий период разлом достигает 17 километров в ширину, и в отдельных районах 800 метров в глубину.
В 35 км от вулкана находится фумарольное поле Гарбес.